# Dorothea Wehrs

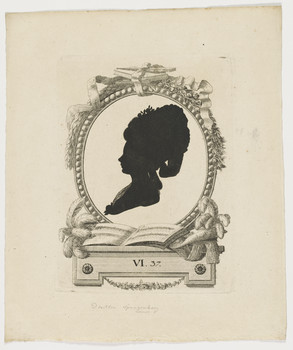
Schattenriss der Dorothea Wehrs

Dorothea Catharina Elisabeth Wehrs verheiratete Spangenberg (* 10. Februar 1755 in Göttingen; † 18. Juni 1808 ebenda) war eine deutsche Dichterin und Sachbuchautorin.

## Leben
Dorothea Wehrs war die Tochter eines Beamten. Johann Thomas Ludwig Wehrs und Georg Friedrich Wehrs waren ihre älteren Brüder. Über ihren Bruder Johann Thomas Ludwig Wehrs fand sie Zugang zum Göttinger Hainbund in dessen Umfeld sie auch das „Veilchen unter dem Rosenstrauch“ genannt wurde. Unter dem Pseudonym Aemilia und unter ihrem Mädchennamen veröffentlichte sie Gedichte und Lieder im Göttinger Musenalmanach. Bekannt wurde das Lied Ruhig ist des Todes Schlummer (1782), das von Johann Gottlieb Naumann vertont wurde. Unter ihrem Ehenamen Spangenberg verfasste sie später auch ein hauswirtschaftliches Sachbuch. Beiträge von ihr veröffentlichte in ihren letzten Lebensjahren und postum das Hannoversche Magazin. Sie war befreundet und korrespondierte mit der Schriftstellerin Friderika Baldinger.
Dorothea Wehrs heiratete am 13. Januar 1781 den Göttingen Professor Georg August Spangenberg. Die beiden hatten zehn Kinder, darunter die Söhne Ernst Peter Johann Spangenberg und Johann Georg Spangenberg.